# 丁鑑修
丁 鑑修（てい かんしゅう）は、中華民国、満州国の政治家。北京政府、奉天派に属し、後に満州国の要人となった。字は斡元。

## 事績
光緒年間に日本へ留学し、1910年（宣統2年・明治43年）に早稲田大学専門部政治経済科を卒業した。帰国後、政法科挙人となり、郵伝部七品京官に任命されている。さらに奉天省において、師範学堂、法律学校、陸軍学校、警察学校など各種学校で教習（教官）をつとめた。
中華民国成立後の1913年（民国2年）、奉天交渉司日語科科員に任ぜられる。1915年（民国4年）、奉天巡按使署外交科長に任ぜられた。以後、東三省陸軍司令部外交処処長、奉天省省長公署諮議、中日合弁弓長鉄嶺鉱公司総弁、遼陽天利煤鉄公司総弁を歴任している。
1928年（民国17年）6月、張作霖が爆殺されると、丁鑑修は袁金鎧とともに臨時委員会を組織し、奉天の治安を保持した。1931年（民国20年）9月、満州事変（九・一八事変）が勃発すると、丁鑑修は関東軍の支持により奉天地方自治維持委員会を組織した。翌月には東北交通委員会委員長に就任している。
翌1932年（大同元年）3月9日、満州国が正式に成立すると、翌10日、丁鑑修は交通部総長に任命された。1933年（大同2年）3月、立法院憲法制度調査委員会委員を兼任する。5月には、国道会議副議長も兼ねた。翌年3月、交通部が改組されたが、引き続き交通部大臣に留まる。1935年（康徳2年）5月21日、実業部大臣に転じた。1937年（康徳4年）5月7日、大臣を含む各職を辞任した。
1940年（康徳7年）5月、参議府参議となる。翌年4月に満州国建国十周年祝典委員会委員をつとめた。1942年（康徳9年）12月、建国神廟造営籌備委員会委員となる。
1943年（康徳10年）8月14日、喘息療養中のところ新京の自宅で死去。享年58。